# Северовирджинская армия при Фредериксберге
Во время сражения при Фредериксберге в распоряжении генерала Ли имелась Северовирджинская армия, состоявшая из дух корпусов, которыми командовали Томас Джексон и Джеймс Лонгстрит. Численность этой армии известна приблизительно, ввиду неучтенного количества дезертиров. Согласно официальным рапортам, армия насчитывала 91 719 человек. По частной статистике полковника Аллена, реальная численность составляла 73 867 человек.

## Северовирджинская армия
Командующий: генерал Роберт Ли. 

### Первый корпус
Командующий: генерал-лейтенант Джеймс Лонгстрит
Дивизия генерал-майора Лафайета Мак-Лоуза (9 285 чел.)
- Бригада Джозефа Кершоу
  - 2-й Южнокаролинский пехотный полк, полк. Джон Кеннеди
  - 3-й Южнокаролинский пехотный полк, полк. Джеймс Ненс
  - 7-й Южнокаролинский пехотный полк, подп. Эльберт Блэнд
  - 8-й Южнокаролинский пехотный полк, кап. Эли Стакхауз
  - 15-й Южнокаролинский пехотный полк, полк. Уильям Десассёр
  - 3-й Южнокаролинский батальон, подп. Уильям Райс
- Бригада Уильяма Барксдейла
  - 13-й Миссисипский пехотный полк, полк. Джон Катер
  - 17-й Миссисипский пехотный полк, полк. Джон Физер
  - 18-й Миссисипский пехотный полк, подп. Уильям Луз
  - 21-й Миссисипский пехотный полк, полк. Бенжамин Хемфрис
- Бригада Томаса Кобба (уб.)
  - 16-й Джорджианский пехотный полк, полк. Гуди Брайан
  - 18-й Джорджианский пехотный полк, подполк. Солон Рафф
  - 24-й Джорджианский пехотный полк, полк. Роберт Макмиллан
  - Легион Кобба, подп. Лютер Гленн
  - Легион Филлипса, подп. Роберт Кук (уб.)
- Бригада Пола Семмса
  - 10-й Джорджианский пехотный полк, полк. Джон Уимз
  - 50-й Джорджианский пехотный полк, полк. Уильям Мэннинг
  - 51-й Джорджианский пехотный полк, полк. Уильям Слоутер
  - 53-й Джорджианский пехотный полк, полк.  Джеймс Симмс
- Артиллерийский батальон Генри Кейбелла
  - Батарея Мэнли, кап. Бэзил Мэнли
  - Батарея Рида, капитан Джон Рид
  - Батарея Маккарти, кап. Эдвард Маккарти
  - Батарея Карлтона, кап Генри Карлтон

Дивизия генерал-майора Ричарда Андерсона (9 373 чел.)
- Бригада Кадмуса Уилкокса
  - 8-й Алабамский пехотный полк, полк. Янг Ройстон
  - 9-й Алабамский пехотный полк, полк. Самуэль Генри
  - 10-й Алабамский пехотный полк, полк. Уильям Форни
  - 11-й Алабамский пехотный полк, полк. Сиденхам Мур
  - 14-й Алабамский пехотный полк, полк. Люциус Пинкард
- Бригада Уильяма Махоуна
  - 6-й Вирджинский пехотный полк, полк. Томас Корнпрю
  - 12-й Вирджинский пехотный полк, кап. Джон Ллелвелен
  - 16-й Вирджинский пехотный полк, май. Френсис Холлидей
  - 41-й Вирджинский пехотный полк, полк. Уильям Пархам
  - 61-й Вирджинский пехотный полк, подп. Уильям Нимейер
- Бригада Уинфилда Фетерстона
  - 12-й Мисиссипский пехотный полк, полк. Уильям Тейлор
  - 16-й Мисиссипский пехотный полк, полк. Кэрнот Посей
  - 19-й Мисиссипский пехотный полк, полк. Томас Хардин (уб.)
  - 48-й Мисиссипский пехотный полк (5 рот), подполк. Томас Мэнлав
- Бригада Эмброуза Райта
  - 3-й Джорджианский пехотный полк, полк. Эдвард Уокер
  - 22-й Джорджианский пехотный полк, полк. Роберт Джонс
  - 48-й Джорджианский пехотный полк, кап. Мэттью Холл
  - 2-й Джорджианский пехотный батальон, кап. Чарльз Моффетт
- Бригада Эдварда Перри
  - 2-й Флоридский пехотный полк, подп. Льюис Пайлс
  - 5-й Флоридский пехотный полк, полк. Джон Хэтли
  - 8-й Флоридский пехотный полк, полк. Дэвид Лэнг (ранен 13 декабря)

Дивизия Джорджа Пикетта (9 001 чел.)
- Бригада Ричарда Гарнетта
  - 8-й Вирджинский пехотный полк, полк. Эппа Хантон
  - 18-й Вирджинский пехотный полк, полк. Роберт Уайтерс
  - 19-й Вирджинский пехотный полк, полк. Джон Стрендж
  - 28-й Вирджинский пехотный полк, полк. Роберт Элен
  - 56-й Вирджинский пехотный полк, полк. Уильям Стюарт
- Бригада Льюиса Армистеда
  - 9-й Вирджинский пехотный полк, подполк. Джеймс Джиллиам
  - 14-й Вирджинский пехотный полк, полк. Джеймс Ходжес
  - 38-й Вирджинский пехотный полк, полк. Эдвард Эдмондс
  - 53-й Вирджинский пехотный полк, полк. Уильям Айлетт
  - 57-й Вирджинский пехотный полк, полк. Дэвид Диер
- Бригада Джеймса Кемпера
  - 1-й Вирджинский пехотный полк, полк. Льюис Уильямс Мл.
  - 3-й Вирджинский пехотный полк, полк. Джозеф Майо
  - 7-й Вирджинский пехотный полк, полк. Уоллер Паттон
  - 11-й Вирджинский пехотный полк, май. Кирквуд Отей
  - 24-й Вирджинский пехотный полк, полк. Уильям Терри
- Бригада Мики Дженкинса
  - 1-й Южнокаролинский пехотный полк, полк. Даниель Гамильтон
  - 2-й Южнокаролинский пехотный полк, полк. Роберт Боуэн
  - 5-й Южнокаролинский пехотный полк, полк. Эшьери Ковард
  - 6-й Южнокаролинский пехотный полк, полк. Джон Стидман
  - Легион Хэмптона (батальон), подп. Роберт Арнольд
  - Пальметтские снайпера, полк. Джозеф Уокер
- Бригада Монтгомери Корсе
  - 15-й Вирджинский пехотный полк, кап. Эммет Моррисон
  - 17-й Вирджинский пехотный полк, май. Артур Хеберт
  - 30-й Вирджинский пехотный полк, полк. Альфред Харрисон
  - 32-й Вирджинский пехотный полк, полк. Эдгар Монагю
- Артиллерия майора Джеймса Деринга
  - Dearing's battery: кап. Джозеф Блант
  - Fauquier Artillery: кап. Роберт Стриблинг
  - Richmond Fayette Artillery: кап. Майлс Мейкон

Дивизия Джона Худа (8 569 чел.)
- Бригада Эвандера Лоу
  - 4-й Алабамский пехотный полк, полк. Пинкни Боулс
  - 44-й Алабамский пехотный полк, подп. Чарльз Дерби
  - 6-й Северокаролинский пехотный полк, подп. Роберт Уэбб
  - 54-й Северокаролинский пехотный полк, полк. Джеймс Макдауэлл
  - 57-й Северокаролинский пехотный полк, полк. Арчибальд Годвин
- Бригада Джерома Робертсона
  - 3-й Арканзасский пехотный полк, полк. Ван Мэннинг
  - 1-й Техасский пехотный полк, полк. Филип Уорк
  - 4-й Техасский пехотный полк, полк. Джон Кей
  - 5-й Техасский пехотный полк, полк. Роберт Поуэлл
- Бригада Джорджа Андерсона
  - 1-й Джорджианский регулярный пехотный полк, кап. Ричард Уэйн
  - 7-й Джорджианский пехотный полк, подполк. Джордж Кармайкл
  - 8-й Джорджианский пехотный полк, полк. Джон Тоуэрс
  - 9-й Джорджианский пехотный полк, подполк. Джон Мунгер
  - 11-й Джорджианский пехотный полк, полк. Фрэнсис Литтл
- Бригада Роберта Тумбса (под командованием Генри Беннинга)
  - 2-й Джорджианский пехотный полк, подполк. Уильям Холмс
  - 15-й Джорджианский пехотный полк, полк. Уильям Милликан
  - 17-й Джорджианский пехотный полк, полк. Уэсли Ходжес
  - 20-й Джорджианский пехотный полк, полк. Джон Каммингс
- Артиллерия майора Маттиаса Генри
  - Bachman's battery, German Artillery: кап. Джеймс Саймонс
  - Garden's battery, Palmetto Light Artillery: кап. Хью Гарден
  - Reilly's battery, Rowan Artillery: кап. Джеймс Рейли

Дивизия Роберта Рэнсома (4 394 чел.)
- Бригада Роберта Рэнсома.
  - 24-й Северокаролинский пехотный полк, подп. Джон Харрис
  - 25-й Северокаролинский пехотный полк, подп. Самуэль Брайсон
  - 35-й Северокаролинский пехотный полк, полк Мэтт Рэнсом
  - 49-й Северокаролинский пехотный полк, подп. Ли Макафи
  - батарея Брэнча, кап. Джеймс Брэнч
- Бригада Джона Кука (ранен 13 декабря)
  - 15-й Северокаролинский пехотный полк, подп. Уильям Макрей
  - 27-й Северокаролинский пехотный полк, полк. Джон Джилмер Младший
  - 46-й Северокаролинский пехотный полк, полк. Эдвард Холл
  - 48-й Северокаролинский пехотный полк, подп. Самуэль Уолкап
  - батарея Купера, капитан Самуэль Купер,

Корпусная артиллерия:
- Вашингтонская артиллерия, полковник Джеймс Уалтон 
  - 1-я рота: кап. Чарльз Скваерс
  - 2-я рота: кап. Джон Ричардсон
  - 3-я рота: кап. Мерритт Миллер
  - 4-я рота: кап. Бенжамин Эшлеман
- Батальон подполковника Портера Александера
  - Bedford Artillery: кап. Тайлер Джордан
  - Bath battery: кап. Джон Эубанк
  - Madison Light Artillery: кап. Джордж Муди
  - Parker's battery: кап. Уильям Паркер
  - Brook's  battery: кап. Эндрю Ретт
  - Ashland battery: кап. Пичегрю Уоффолк Мл.

### Второй корпус
Под командованием генерал-лейтенанта Томаса Джексона
Дивизия генерал-майора Дэниеля Хилла (10 164 чел.)
- Бригада Роберта Роудса
  - 3-й Алабамский пехотный полк, полк. Каллен Баттл (р.)
  - 5-й Алабамский пехотный полк, полк. Кадвалладер Джонс
  - 6-й Алабамский пехотный полк, полк. Джон Гордон
  - 12-й Алабамский пехотный полк, подполк. Самуэль Пикенс
  - 26-й Алабамский пехотный полк, полк. Эдвард О'Нил
- Бригада Джорджа Долса
  - 4-й Джорджианский пехотный полк, полк. Филип Кук
  - 44-й Джорджианский пехотный полк, полк. Джон Эстес
  - 1-й Северокаролинский пехотный полк, полк. Гамильтон Браун
  - 3-й Северокаролинский пехотный полк, полк. Уильям Дероссет
- Бригада Альфреда Колкитта
  - 13-й Алабамский пехотный полк, полк. Биркетт Фрай
  - 6-й Джорджианский пехотный полк, полк. Джон Лофтон
  - 23-й Джорджианский пехотный полк, полк. Эмори Бест
  - 27-й Джорджианский пехотный полк, полк. Чарльз Зехри
  - 28-й Джорджианский пехотный полк, май. Талли Грейбилл
- Бригада Альфреда Иверсона
  - 5-й Северокаролинский пехотный полк, кап.. Томас Гарретт
  - 12-й Северокаролинский пехотный полк, полк. Генри Колеман
  - 20-й Северокаролинский пехотный полк, подп. Фрэнк Фэйсон
  - 23-й Северокаролинский пехотный полк, полк. Даниель Кристи
- Бригада Стивена Рамсера (Под командованием Брайана Граймса)
  - 2-й Северокаролинский пехотный полк, полк. Уильям Байрум
  - 4-й Северокаролинский пехотный полк, полк. Эдвин Осборн
  - 14-й Северокаролинский пехотный полк, полк. Рисден Беннет
  - 30-й Северокаролинский пехотный полк, полк. Фрэнсис Паркер
- Артиллерийский батальон майора Томаса Картера
  - Батарея Хардавея, кап. Роберт Хардавей
  - Батарея Бондюрана, кап. Джеймс Бондюран
  - Батарея Картера (вирджинская), кап. Уильям Картер
  - Батарея Пажа (вирджинская), кап. Ричард Паж
  - Батарея Фрая (вирджинская), кап. Чарльз Фрай
  - Артиллерия Гудланда, кап. Уильям Тёрнер

"Лёгкая дивизия" под ком. генерал-майора Эмброуза Хилла (12 978 чел.)
- Бригада Джона Брокенбро
  - 40-й Вирджинский пехотный полк, кап. Тимоти Беттс
  - 47-й Вирджинский пехотный полк, полк. Роберт Майо
  - 55-й Вирджинский пехотный полк, полк. Фрэнсис Мэлори
  - 22-й Вирджинский пехотный батальон, подп. Эдвард Тейлор
- Бригада Макси Грегга
  - 1-й Южнокаролинский пехотный полк, полк. Дэниель Гамильтон
  - 1-й Южнокаролинский винтовочный полк, полк. Джеймс Орр[англ.]*
  - 12-й Южнокаролинский пехотный полк, полк. Ричард Дунован
  - 13-й Южнокаролинский пехотный полк, полк. Оливер Эдвардс
  - 14-й Южнокаролинский пехотный полк, полк. Самуэль Макгоуэн
- Бригада Эдварда Томаса
  - 14-й Джорджианский пехотный полк, полк. Арнольдус Брамби
  - 35-й Джорджианский пехотный полк, полк. Боллинг Хольт
  - 45-й Джорджианский пехотный полк, подп. Томас Симмонс
  - 49-й Джорджианский пехотный полк, полк. Эндрю Лэйн
- Бригада Джеймса Лэйна
  - 7-й Северокаролинский пехотный полк, подп. Джуниус Хилл
  - 18-й Северокаролинский пехотный полк, полк. Томас Парди
  - 28-й Северокаролинский пехотный полк, полк. Самуэль Лоув
  - 33-й Северокаролинский пехотный полк, полк. Кларк Эвери
  - 37-й Северокаролинский пехотный полк, полк. Уильям Барбур
- Бригада Джеймса Арчера
  - 5-й Алабамский батальон, май. Альберт ван де Грааф
  - 19-й Джорджианский пехотный полк, подп. Эндрю Хатчинс
  - 1-й Теннессийский пехотный полк, полк Питер Тёрней
  - 7-й Теннессийский пехотный полк, полк. Джон Гуднер
  - 14-й Теннессийский пехотный полк, подп. Джеймс Локерт
- Бригада Уильяма Пендера
  - 13-й Северокаролинский пехотный полк, полк. Альфред Скейлс
  - 16-й Северокаролинский пехотный полк, полк. Джон Макэлрой
  - 22-й Северокаролинский пехотный полк, май. Кристофер Коль
  - 34-й Северокаролинский пехотный полк, полк. Уильям Лоуренс
  - 38-й Северокаролинский пехотный полк, полк. Уильям Коулс
- Артиллерийский батальон Линдси Уокера

???
- - Батарея Брансона (южнокаролинская), кап. Эрвин Брансон
  - Батарея Греншоу (вирджинская), лейт. Джон Чемберлен
  - Батарея Дэвидсона (вирджинская), кап. Гинли Дэвидон (уб.)
  - Батарея Макгроу (вирджинская), лейт Джозеф Макгро
  - Батарея Мэри (вирджинская), кап. Эдвард Мэри

Дивизия  бригадного генерала Джубала Эрли
- Бригада Лоутона (под ком. полковника Клемента Эванса)
  - 13-й Джорджианский пехотный полк, полк. Джеймс Смит
  - 26-й Джорджианский пехотный полк, кап. Бенжамин Грейс
  - 31-й Джорджианский пехотный полк, полк. Клемент Эванс
  - 38-й Джорджианский пехотный полк, кап. Уильям Маклеод
  - 60-й Джорджианский пехотный полк, полк. Уильям Стайлс
  - 61-й Джорджианский пехотный полк, полк. Джон Ламар
- Бригада Тримбла (под ком. полковника Роберта Хока
  - 15-й Алабамский пехотный полк, май. Александер Лоутер
  - 12-й Джорджианский пехотный полк, полк. Зефания Коннор
  - 21-й Джорджианский пехотный полк, подп. Томас Хупер
  - 21-й Северокаролинский пехотный полк, полк. Саудерс Фултон
  - 1-й Северокарлинский снайперский батальон, май. Руфус Уартон
- Бригада Эрли (под ком. полковник Джеймса Уокера)
  - 13-й Вирджинский пехотный полк, подп. Джеймс Террилл
  - 25-й Вирджинский пехотный полк,  подп. Патрик Даффи
  - 31-й Вирджинский пехотный полк, подп. Фрэнсис Бойкин
  - 44-й Вирджинский пехотный полк, полк. Норвелл Кобб
  - 49-й Вирджинский пехотный полк, полк. Джонатан Гибсон
  - 52-й Вирджинский пехотный полк, полк. Майкл Харман
  - 58-й Вирджинский пехотный полк, полк. Фрэнсис Боард
- Бригада Гарри Хайса
  - 5-й Луизианский пехотный полк, полк. Генри Форно
  - 6-й Луизианский пехотный полк, полк. Уильям Монахан
  - 7-й Луизианский пехотный полк, полк Дэвидсон Пенн
  - 8-й Луизианский пехотный полк, полк. Треванион Льюис
  - 9-й Луизианский пехотный полк, полк. Лерой Стаффорд
- Артиллерия капитана Джозефа Латимера:
  - Charlottesville Artillery: кап. Джеймс Каррингтон
  - Chesapeake Artillery: лейт. Джон Платер
  - Courtney Artillery: лейт. Уильям Таннер
  - First Maryland Battery: кап. Уильям Демент
  - Louisiana Guard Artillery: кап. Луис Д'Акуин
  - Staunton Artillery: лейт. Эшер Гарбер

Дивизия бригадного генерала Уильяма Тальяферро
- Бригада Элиши Пакстона
  - 2-й Вирджинский пехотный полк, кап. Джон Наденбуш
  - 4-й Вирджинский пехотный полк, подп. Роберт Гарднер (р.), май. Уильям Терри
  - 5-й Вирджинский пехотный полк, подп. Хейзел Уильямс
  - 27-й Вирджинский пехотный полк, подп. Джемс Эдмондсон
  - 33-й Вирджинский пехотный полк, полк. Эдвин Ли
- Бригада Джона Роберта Джонса
  - 21-й Вирджинский пехотный полк, подп. Джон Паттон
  - 42-й Вирджинский пехотный полк, кап. Роберт Уайтерс
  - 48-й Вирджинский пехотный полк, полк. Томас Гарнетт
  - 1-й Вирджинский пехотный батальон, май. Джон Седдон
- Бригада полковника Эдварда Уоррена
  - 47-й Алабамский пехотный полк, полк. Майкл Булгер
  - 48-й Алабамский пехотный полк, полк. Уильям Хардвик
  - 10-й Вирджинский пехотный полк, полк. Симеон Гиббонс
  - 23-й Вирджинский пехотный полк, подп. Саймон Уалтон
  - 37-й Вирджинский пехотный полк, полк. Титус Уилиамс
- Бригада полковника Эдмунда Пендлетона
  - 1-й Луизианский пехотный полк, подп. Майкл Нолан
  - 2-й Луизианский пехотный полк, полк. Джессе Уильямс
  - 10-й Луизианский пехотный полк, подп. Джон Легетт
  - 14-й Луизианский пехотный полк, кап. Генри Верландер
  - 15-й Луизианский пехотный полк, подп. Гудвин
- Артиллерия капитана Джона Брокенбро
  - Carpenter's Alleghany battery: лет. Джордж Маккендри
  - Danville Artillery: кап. Джордж Вудинг
  - Hampden Artillery: кап. Уильям Каски
  - Lee Artillery: лейт. Чарльз Стретхам
  - 2nd Rockbridge battery: лейт. Джордж Ласк

### Артиллерийский резерв
Командующий: бригадный генерал Уильям Пендлетон
- Батальон Аллана Каттса
  - Батарея Росса (джорджианская), кап. Хью Росс
  - Батарея Паттерсона (джорджианская), кап. Джордж Паттерсон
- Батальон Уильяма Нельсона
  - Батарея Киркпатрика (вирджинская), кап. Томас Каркматрик
  - Батарея Масси (вирджинская), кап. Джон Масси
  - Батарея Милледжа (джорджианская), ка. Джон Милледж Мл.

## Кавалерия
- Первая бригада Уэйда Хэмптона
  - 1-й Северокаролинский кавалерийский полк, полк. Лоуренс Байкер
  - 1-й Южнокаролинский кавалерийский полк, полк. Джон Блэк
  - 2-й Южнокаролинский кавалерийский полк, полк. Мэтью Батлер
  - Легин Кобба, подп. Пирс Янг
  - Легион Филипса, подп. Уильям Рич
- Вторая бригада Фицхью Ли
  - 1-й Вирджинский кавалерийский полк, полк. Джеймс Дрейк
  - 2-й Вирджинский кавалерийский полк, полк. Томас Манфорд
  - 3-й Вирджинский кавалерийский полк, полк. Томас Оуэн
  - 4-й Вирджинский кавалерийский полк, полк. Уильям Уикхам
  - 5-й Вирджинский кавалерийский полк, полк. Томас Россер
- Третья бригада Уильяма Фицхью Ли
  - 2-й Северокаролинский кавалерийский полк, полк. Сет Уильямс
  - 9-й Вирджинский кавалерийский полк, полк. Ричард Бил
  - 10-й Вирджинский кавалерийский полк, полк. Люциус Дэвис
  - 13-й Вирджинский кавалерийский полк, полк. Джон Чемблисс
  - 15-й Вирджинский кавалерийский полк, полк. Уильям Болл
- Четвертая бригада Уильяма Джонса (осталась в долине Шенандоа)
  - 6-й Вирджинский кавалерийский полк, полк. Джон Грин
  - 7-й Вирджинский кавалерийский полк, полк. Ричард Далани
  - 12-й Вирджинский кавалерийский полк, полк. Эшер Харман
  - 17-й Вирджинский кавалерийский полк, подп. Оливер Фанстен
  - Вирджинский батальон Уайта, май. Элия Уайт
- Конная артиллерия майора Джона Пелхама
  - Батарея Брэтхеда: кап. Джеймс Бретхед
  - Батарею Чью: кап. Престон Чью.
  - Батарея Харта: кап. Джеймс Харт.
  - Батарея Генри: кап. Мэтью Генри
  - Батарея Мурмана: кап. Марселлус Мурман